# Emigrate (álbum)
Emigrate es el primer álbum de la banda estadounidense de industrial metal homónima. Fue lanzado en el año 2007 en Europa, y más tarde, en 2008, en los Estados Unidos.
Fue producido por Richard Kruspe, Olsen Involtini y Arnaud Giroux, miembros de la banda, en colaboración con Jacob Hellner.
En el mes de octubre del año 2020 se lanzó por primera vez en edición Vinyl/LP. Versión firmada, numerada y limitada a 1000 piezas, fue venta exclusiva en Amazon Alemania. Esta versión de dos vinyles incluyó los temas extras "Blood" y "Help Me".

## Lista de canciones
| N.º | Título                 | Duración |  |
| 1.  | «Emigrate»             | 4:07     |  |
| 2.  | «Wake Up»              | 3:37     |  |
| 3.  | «My World»             | 4:18     |  |
| 4.  | «Let Me Break»         | 3:35     |  |
| 5.  | «In My Tears»          | 4:34     |  |
| 6.  | «Babe»                 | 4:37     |  |
| 7.  | «New York City»        | 3:28     |  |
| 8.  | «Resolution»           | 3:42     |  |
| 9.  | «Temptation»           | 4:13     |  |
| 10. | «This Is What»         | 4:38     |  |
| 11. | «You Can't Get Enough» | 4:03     |  |

Además, se lanzó una edición limitada con dos canciones extra.

| N.º | Título    | Duración |  |
| 12. | «Blood»   | 3:34     |  |
| 13. | «Help Me» | 3:15     |  |

## Sencillos
- Temptation
- New York City[1]

## Videos
- My World
- New York City